# يوليا سيمون (لاعبة رماية)
جوليا سيمون هي لاعبة رماية ألمانية، ولدت في 10 أغسطس 1991.

## وصلات خارجية
- جوليا سيمون على موقع الاتحاد الدولي (الإنجليزية)